# Вина лейтенанта Некрасова
«Вина́ лейтена́нта Некра́сова» — советский художественный фильм 1985 года, снятый на киностудии «Узбекфильм» режиссёром Равилем Батыровым. Премьера состоялась 7 октября 1985 года.

## Сюжет
Апрель 1945 года, последние дни войны. Командир бомбардировщика старший лейтенант Юрий Некрасов получает задание уничтожить колонну немецких танков. Однако из-за действий штурмана Табачникова, который сбросил все бомбы на первый встречный полустанок, задача не выполняется, и немецкие танки вырываются из окружения. Подбитый самолёт совершает вынужденную посадку в тылу врага. Некрасов, устранив неисправности, улетает, оставив Табачникова. В результате командование ошибочно считает, что Некрасов расстрелял штурмана, лишает его звания и отстраняет от полётов. Некрасов возвращается в родную деревню и становится трактористом, испытывая вину за судьбу Табачникова. Пытаясь узнать о нём, он не находит информации. Позже Некрасов устраивается механиком на аэродром в Средней Азии. После гибели боевого товарища Лугового при испытании реактивного самолёта он соглашается участвовать в разработке катапульты для спасения лётчиков. В итоге Некрасов снова встречает Табачникова, который не злится на него. Некрасов продолжает испытывать катапульту и надеется вернуться к полетам.

## В ролях
- Алексей Жарков — Юрий Некрасов
- Людмила Волосач — Полина
- Андрей Толубеев — Михаил Кубарев, инвалид войны, двоюродный брат Некрасова
- Александр Кузин — Алексей Луговой, лётчик
- Сергей Поповский — Блинчиков, конструктор
- Шухрат Иргашев — Артём Казарян, майор авиации
- Андрей Градов — Алексей Табачников, штурман военного самолёта
- Валерий Муслимов — Мигунько, авиамеханик
- Анна Твеленева — Галина Семёновна, жена лётчика-испытателя Лугового
- Ирина Соколова — мать Алексея Табачникова
- Борис Баташев — стекольщик
- Лилия Гурова — мать Михаила
- Лесь Сердюк — Георгий Петрович, майор авиации, диспетчер
- Анатолий Барчук — Королёв, конструктор
- Исамат Эргашев — офицер в тамбуре поезда
- Валерий Захарьев — стрелок, член экипажа самолёта
- Сергей Сафонов — эпизод
- Владимир Сичкарь — начальник отдела кадров/казак в поезде
- Вадим Грачёв — эпизод
- Валерий Миронов — авиамеханик
- Владимир Литвинов — Вальков, капитан авиации
- Владимир Баграмов — начальник отдела кадров
- Габриэль Воробьёв — Сергей, младший брат Алексея Табачникова
- Даниил Нетребин — Андрей Матвеевич Глухотко, майор авиации, комиссар полка
- Дмитрий Савельев — парень на танцах

## Съёмочная группа
- Режиссёр — Равиль Батыров
- Сценарист — Эдуард Володарский
- Операторы — Александр Панн, Мирон Пенсон
- Композитор — Николай Каретников
- Художник — Эдуард Аванесов

## Восприятие
Журналист Б. Владимиров подробно проанализировал фильм на страницах газеты «Советская культура». Он отмечал, что решение создателей ленты (сценариста Э. Володарского и режиссёра Р. Батырова) рассказать о судьбах участников войны в мирные годы создало для них дополнительные трудности. «…вторичности они во многом не избежали, пришлось в полтора часа экранного времени втиснуть прямо-таки романное количество событий из жизни героя, — писал Б. Владимиров, — Но многое в этих подкупает своим реализмом, чуткой игрой, скупой и трепетной операторской работой». В завершении своей статьи Владимиров написал:
Пусть создатели фильма несколько искусственно приводят своего героя к непреложности мысли о том, что в настоящее своё счастье он может найти, только вернувшись в родную стихию, снова стать лётчиком или хотя бы быть рядом с теми, кто летает. Но в то, что он не ошибся в своём выборе, веришь. Веришь, когда видишь измученное, но полное решимости, твёрдое лицо Некрасова во время испытаний им катапульты. Лицо, обращённое к родному, теперь уже мирному небу.Б. Владимиров
Кинокритик Елена Плахова в журнале «Советский экран» также положительно оценивала фильм. Она написала: «За драмой Некрасова в фильме ощутимо дыхание эпохи с присущими ей обострёнными нравственными коллизиями. <…> Авторы дают нам возможность увидеть героя в самых различных ситуациях, словно предлагают зрителю самому разобраться в непростом, противоречивом характере Некрасова».

## Награды
В 1986 году режиссёр Равиль Батыров стал лауреатом Государственной премии Узбекской ССР имени Хамзы за фильмы «В 26-го не стрелять», «Яблоки сорок первого года», «Незабытая песня», «Вина лейтенанта Некрасова».